# کنترل غیرخطی

کنترل غیرخطی کنترل یکی از زمینه‌های مهندسی کنترل است که با سامانه غیرخطی یا سیستم‌های متغیر با زمان یا هر دو سر و کار دارد.
تحلیل‌ها و تکنیک‌های طراحی بسیاری برای سامانه‌های غیرخطی وجود دارد اما کنترلر یا سیستم تحت کنترل یا هر دوی آن‌ها در حالت کلی ممکن است که سامانهٔ غیرخطی نباشند و تکنیک‌های کنترل خطی را نمی‌توان به صورت مستقیم به آن‌ها اعمال کرد. موضوع اصلی کنترل غیر خطی آن است که به چه ترتیب می‌توان تکنیک‌های کنترل خطی را در مورد سیستم‌های غیر خطی به کار برد. همچنین از روش‌های کنترلی جدیدی می‌توان استفاده کرد که با تحلیل خطی نمی‌توان به آن‌ها رسید. کنترلرهای غیر خطی ویژگی‌های جالب تری نسبت به یک کنترلر خطی دارند مانند افزایش سرعت، کاهش انرژی و نیز کابرد ساده‌تر آنها. اما کنترلرهای غیر خطی نیازمند تحلیل‌های ریاضی پیچیده تری هستند.

## ویژگی‌های سیستم‌های غیرخطی
بعضی خواص دینامیک غیرخطی:
- آن‌ها از اصل انطباق(خطی بودن و همگن بودن) پیروی نمی‌کنند.
- آن‌ها ممکن است چند نقطه تعادل جدا از هم داشته باشند.
- آن‌ها ممکن است خواصی مانند:چرخه حدی، انشعاب، آشوب و بحران از خود نشان دهند.
- زمان فرار محدود:جواب سیستم‌های غیر خطی ممکن است برای همهٔ زمان‌ها وجود نداشته باشد.

## انواع روش‌ها
از روش‌های کنترل غیرخطی می‌توان به موارد زیر اشاره کرد. 
- روش تابع تعریف
- روش صفحهٔ فاز
- تحلیل پایداری لیاپونوف
- روش اختلال تکینه
- روش پوپوف
- نظریه مانیفولد مرکزی
- روش بهره کوچک

## کنترل آشوب
تا قبل از سال ۱۹۹۰، در این زمینه تقریباً کاری نشده بود. با این حال، در سال ۱۹۹۰ در یک مقاله از یک گروه از دانشمندان از دانشگاه مریلند، ایالات متحده آمریکا E.Ott، C.Grebogi و J.A.Yorke دربارهٔ کنترل آشوب وجود دارد.این مقاله باعث انفجار خبری شد: با توجه به وب سایت علوم که در اوایل دههٔ ۲۰۰۰ در مورد این موضوع منتشر شده‌است، بیش از ۴۰۰ مقاله در سال منتشر شده‌است.
این مقاله موجی از مقالات را برانگیخت که اغلب با شبیه سازی‌های کامپیوتری و بعضاً با آزمایش تأثیر کنترل بر رفتار سیستم‌های مختلف را بررسی کردند.
بسیاری از مقالات در این موضوع در مجلات فیزیک منتشر می‌شود.توسعه این روش‌ها در فرایندهای پر آشوب در لیزر, صنایع شیمیایی,صنعت مخابرات,زیست‌شناسی و پزشکی کاربرد دارد.